# علي ميرزا الصفوي
علي ميرزا الصفوي (بالفارسية: علی‌میرزا صفوی) المعروف أيضًا باسم سلطان علي الصفوي (توفي عام 1494) كان الزعيم ما قبل الأخير للطريقة الصفوية. بعد أن أصبحوا حذرين من سلطته السياسية، تم القبض على علي ميرزا من قبل الآق قويونلو وقضى عدة سنوات في الأسر في فارس قبل أن يطلق الأمير رستم سراحه عام 1493. وفي الفترة التالية ساعد هو ورجاله الأمير في هزيمة بايسنقر بن يعقوب. ولكن بعد مرور سنة، في عام 1494، بعد أن رأى رستم أن الطريقة الصفوية تمثل تهديدًا لمنصبه، أمر بإعدام علي ميرزا. وإدراكًا لمصيره المحتوم، قبل وقت قصير من موته، عين علي ميرزا صفوي شقيقه الأصغر إسماعيل خلفًا له. قام إسماعيل بدوره في النهاية بتأسيس الدولة الصفوية بالاسم الملكي إسماعيل الأول (حكم 1501-1524).

## سيرته
علي ميرزا الصفوي كان الابن الأكبر للشيخ حيدر من زوجته حليمة بيجوم ابنة أوزون حسن من ديسيبينا خاتون (ثيودورا ميجالي كومنين). يقول قاسم بك التبريزي أنه ولد عام 1469م/ 1470م في قرية شام أسبي في أطراف أردبيل.
خلف والده في زعامة الطريقة الصفوية بعد وفاته في تبساران في داغستان عام 1488. كان علي ميرزا أول زعيم للطريقة الصفوية يحمل لقب باديشاه. وفقًا لروجر سافوري (1985)، كان هذا "مؤشرًا واضحًا على أنه في هذه المرحلة كان الصفويون يطمحون إلى السلطة الزمنية والروحية". إن إسناد لقب سلطان الذي أطلقه المؤرخون اللاحقون على علي ميرزا الصفوي أمر مشكوك فيه؛ ربما لم يستخدم علي ميرزا اللقب بنفسه وفقًا لسافوري.
في مرحلة ما، حشد الصوفيون من اتباع الطريقة الصفوية أنفسهم في أردبيل حول علي ميرزا الصفوي، وحرضوه على "الانتقام لوالده"، والذي شارك فيه الآق قويونلو. فزع حاكم آق كويونلو يعقوب بن أوزون حسن من الخبر، فأمر بالقبض على علي ميرزا صفوي وعدد من أقاربه، من بينهم والدته وشقيقيه. وسجنوا في قلعة إصطخر في فارس. لولا تدخل والدته، التي تصادف أنها أخت يعقوب بن أوزون حسن، لكان يعقوب قد أعدم علي ميرزا على الأرجح.
قضى علي ميرزا أكثر من أربع سنوات في السجن؛ تم إطلاق سراحه في النهاية عام 1493 من قبل أمير آق قويونلو يُدعى رستم، والذي تصادف أنه أحد المطالبين بالعرش بعد وفاة يعقوب عام 1490. قام رستم باستخدام علي ميرزا وأتباعه (أي اتباع الطريقة الصفوية) للاستيلاء على العرش. وفي المقابل، ورد أن رستم وعد علي ميرزا صفوي بمنحه "عرش إيران بعد وفاته". في الفترة التالية، عام 1493، ساعد علي ميرزا الصفوي ورجاله رستم في هزيمة بايسونقر بن يعقوب. ذلك، بعد فترة وجيزة، في عام 1494، أدرك رستم أن علي ميرزا الصفوي واتباعه يشكلون تهديدًا حقيقيًا لمنصبه، وبالتالي أمر باعتقال علي ميرزا وإخوته. تمكن علي ميرزا وإخوته، برفقة حاشية صغيرة، من الفرار من معسكر رستم والتحرك نحو أردبيل. لكن رستم كان يدرك أن إعادة توحيد علي ميرزا ورجاله قد يعني خطرًا محتملاً على منصبه، فقام بارسال قوة لمطاردة للهاربين.
وإدراكًا لمصيره المحتوم، عين علي ميرزا شقيقه إسماعيل خلفًا له، وأمره بالمضي قدمًا للوصول إلى أردبيل. ألقت قوات آق قويونلو القبض على علي ميرزا الصفوي نفسه في شماسبي بالقرب من أردبيل، وقتلته. بأمر من والدته حليمة بيجوم نُقل جثمانه إلى أردبيل حيث دُفن. أسس شقيقه إسماعيل في النهاية الدولة الصفوية بعد بضع سنوات، وأصبح يُعرف باسم إسماعيل الأول.